# Madiinae
Madiinae je podtribus glavočika, dio tribusa Madieae. Sastoj ise od 24 roda

## Rodovi
1. Raillardella (A. Gray) Benth. (3 spp.)
2. Adenothamnus D. D. Keck (1 sp.)
3. Hemizonella (A. Gray) A. Gray (1 sp.)
4. Kyhosia B. G. Baldwin (1 sp.)
5. Anisocarpus Nutt. (2 spp.)
6. Carlquistia B. G. Baldwin (1 sp.)
7. Madia Molina (11 spp.)
8. Argyroxiphium DC. (5 spp.)
9. Wilkesia A. Gray (2 spp.)
10. Dubautia Gaudich. (26 spp.)
11. Deinandra Greene (22 spp.)
12. Holocarpha Greene (4 spp.)
13. Centromadia Greene (4 spp.)
14. Calycadenia DC. (10 spp.)
15. Osmadenia Nutt. (1 sp.)
16. Hemizonia DC. (1 sp.)
17. Blepharizonia (A. Gray) Greene (2 spp.)
18. Lagophylla Nutt. (5 spp.)
19. Holozonia Greene (1 sp.)
20. Layia Hook. & Arn. (15 spp.)
21. Blepharipappus Hook. (1 sp.)
22. Achyrachaena Schauer (1 sp.)
23. Harmonia B. G. Baldwin (5 spp.)
24. Jensia B. G. Baldwin (2 spp.)